# 花田峰堂
花田 峰堂（はなだ ほうどう、1918年（大正7年）6月16日 - 2007年（平成19年）8月21日）は、日本の書家。本名は花田 仁人（はなだ まさと）。
隷書の大家。アメリカ、イタリア、ブラジル等でも作品展示を行いスイス政府美術館に作品を買上げられる等、欧米でも評価を得ていた。1950年（昭和25年）文部大臣賞受賞、1976年（昭和51年）大阪文化賞 （大阪芸術賞）受賞、日展 特選（書）受賞。日本書芸院顧問、日展参与、神戸松蔭女子学院大学教授などを歴任。竹翠会会長。師は辻本史邑。

## 著書
- 『書のしおり』（若草書房, 1961年）
- 『花田峰堂作品集』（光琳社, 1976年）
- 『書道精習講座』（日本習字普及協会, 1979年）
- 『実用書の手びき』（二玄社, 1984年）
- 『作品に学ぶ墨場必携』（同朋舎, 1989年）
- 『隷書精習』（日本習字普及協会, 1999年）